# Dunajec
Dunajec är ett vattendrag i Polen. Det ligger i den sydliga delen av landet.